# 天津收音机工业历史博物馆
天津收音机工业历史博物馆，位于天津市河东区津塘路23号，是专题展示天津收音机工业历史的博物馆。

## 简介
该馆是天津市首家专门收藏各时期各式收音机产品的博物馆。2018年1月开馆。首任馆长为王欣。520平方米的馆内展示300余台天津产收音机，以及100余台国内外生产的收音机。收音机中最早的产自1920年代，品牌包括雷神、珍妮丝、宝路华、根德、索尼、松下、三洋等，个别机型是孤品。藏品按年代陈列，以实物、文字、图片、演示、场景复原等手段展示了天津收音机工业的发展史。从1920年代起，天津已出现制造、组装、销售收音机的商号。1950年代末起，天津的收音机制造水平迅速发展，涌现出“北京牌”、“长城牌”、“海河牌”、“人民广播牌”等著名国营收音机品牌，收音机也成为百姓家中的常用品。1970年代结婚讲究“三转一响”，“三转”指手表、自行车、缝纫机，“一响”指收音机（话匣子）。